# Juli 1985
Portal Geschichte | Portal Biografien | Aktuelle Ereignisse | Jahreskalender | Tagesartikel

◄ |
19. Jahrhundert |
20. Jahrhundert
| 21. Jahrhundert

◄ |
1950er |
1960er |
1970er |
1980er
| 1990er | 2000er | 2010er | ►

◄ |
1981 |
1982 |
1983 |
1984 |
1985
| 1986 | 1987 | 1988 | 1989 | ►

◄ |
April 1985 |
Mai 1985 |
Juni 1985 |
Juli 1985 |
August 1985 |
September 1985 |
Oktober 1985 |
►
Dieser Artikel behandelt aktuelle Nachrichten und Ereignisse im Juli 1985.

## Tagesgeschehen

### Montag, 1. Juli 1985
- Luxemburg/Luxemburg: Das Land übernimmt von Italien den Vorsitz im Rat der Europäischen Union. Das Amt des Regierungschefs der EWG erhält Jacques Santer.[1]
- Sèvres/Frankreich: Das Internationale Büro für Maß und Gewicht fügt um 1.59 Uhr und 59 s Mitteleuropäischer Sommerzeit eine Schaltsekunde in die Koordinierte Weltzeit (UTC) ein. Störende Einflüsse auf Erdbahn und -rotation ohne UTC-Korrektur hätten zur Folge, dass sich die Erde nach 90 Jahren erst mit 60 s Verzögerung an der Stelle einer kompletten jährlichen Sonnenumrundung befände.[2]

### Mittwoch, 3. Juli 1985

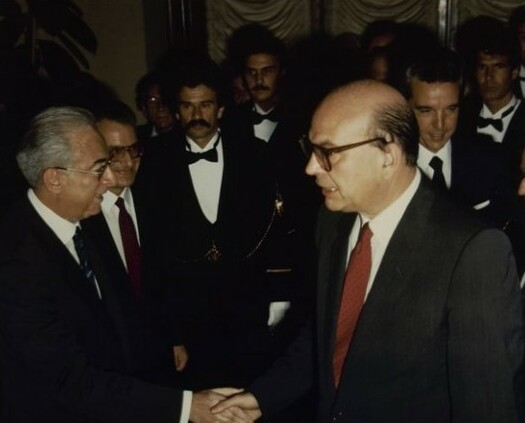
Bettino Craxi (rechts) gratuliert Francesco Cossiga

- Rom/Italien: Im Quirinalspalast wird als Nachfolger des populären Präsidenten der Italienischen Republik Alessandro Pertini, der dem linken politischen Spektrum angehört, mit Francesco Cossiga ein Mitglied der konservativen Partei Christliche Demokratie vereidigt. Cossiga war zuvor u. a. Regierungschef Italiens.[3]

### Samstag, 6. Juli 1985
- London/Vereinigtes Königreich: Martina Navrátilová aus den USA gewinnt in einer Neuauflage des Vorjahresendspiels das Damen-Einzel-Turnier der Wimbledon Championships im Tennis gegen ihre Landsfrau Chris Evert-Lloyd, diesmal in drei statt zwei Sätzen.[4]

### Sonntag, 7. Juli 1985
- London/Vereinigtes Königreich: Boris Becker aus Deutschland besiegt im Finale des Herren-Einzel-Turniers der Wimbledon Championships im Tennis den Amerikaner Kevin Curren. Zum ersten Mal gewinnt ein erst 17-Jähriger das traditionsreiche Tennisturnier. Den Titel im Herren-Doppel gewinnt der Schweizer Heinz Günthardt an der Seite des Ungarn Balázs Taróczy.[5][6]

### Montag, 8. Juli 1985

Die Majuskeln „FH / AH“ stehen auf den Einbänden der gefälschten Tagebücher

- Hamburg/Deutschland: Das Landgericht spricht sein Urteil im Betrugsfall um die angeblichen Tagebücher, die das diktatorisch regierende Staatsoberhaupt des Deutschen Reichs Adolf Hitler geführt haben soll und die von der Zeitschrift Stern im April 1983 der Öffentlichkeit vorgestellt wurden. Der Journalist Gerd Heidemann erhält vier Jahre und acht Monate Freiheitsentzug, der Fälscher Konrad Kujau vier Jahre und sechs Monate. Das Gericht ordnet Haftverschonung an, so dass Heidemann und Kujau am selben Tag aus der Haft entlassen werden.[7]
- Washington, D.C./Vereinigte Staaten: Nach der Häufung terroristischer Attentate weltweit im vergangenen Monat bezeichnet US-Präsident Ronald Reagan die Staaten Iran, Kuba, Libyen, Nicaragua und Nordkorea öffentlich als „Herz des Weltterrorismus“ und deutet an, dass diese Staaten „außerhalb des Gesetzes“ stünden.[8]

### Dienstag, 9. Juli 1985
- Bonn/Deutschland: Das Bundesministerium für Gesundheit gibt eine Warnung vor Dessertweinen aus Österreich heraus, in denen das Gefrierschutzmittel Diethylenglycol nachgewiesen wurde. Wegen des Verschnitts mit österreichischen Weinen seien auch Produkte aus Deutschland betroffen. Allerdings sehen viele andere Experten keine Gefahr für die Gesundheit durch den Konsum der inzwischen „Glykolweine“ genannten Produkte.[9]

### Mittwoch, 10. Juli 1985

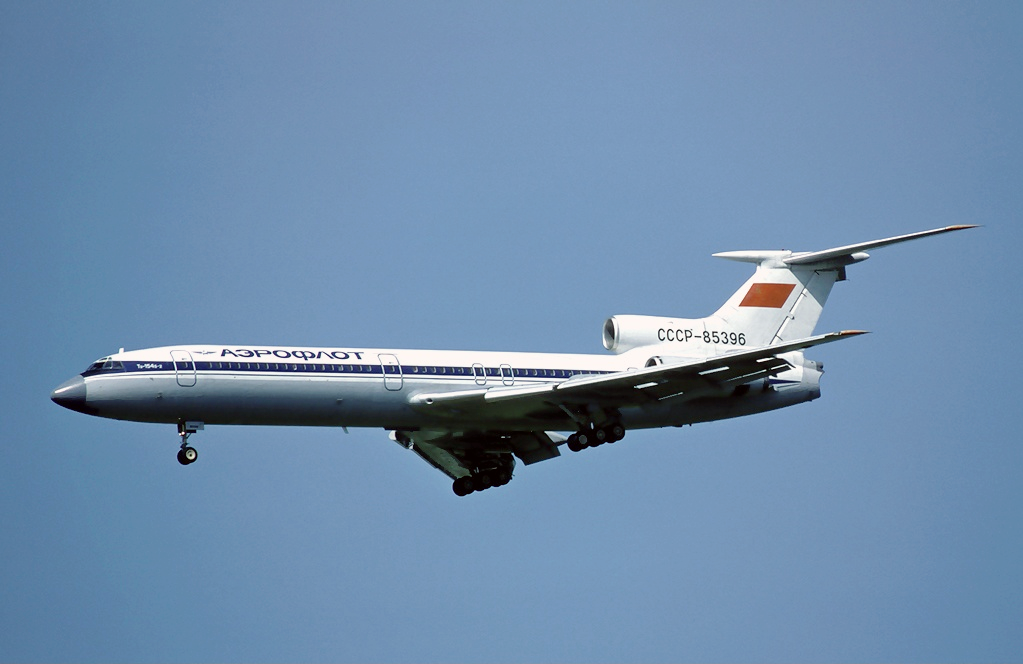
Tupolew Tu-154

- Bonn/Deutschland: Das Übereinkommen der Vereinten Nationen zur Beseitigung jeder Form von Diskriminierung der Frau tritt in der Bundesrepublik in Kraft.[10]
- Uchquduq/Sowjetunion: Die Crew eines Flugzeugs vom Typ Tupolew Tu-154 des Aeroflot-Flugs 5143 auf dem Weg von Qarshi nach Leningrad interpretiert starke Vibrationen der Maschine nicht als Warnzeichen für einen Strömungsabriss, verlangsamt die Geschwindigkeit zu stark und löst damit den Absturz des Flugzeugs aus. Alle 200 Insassen sterben. Seit Oktober 1984 forderten Unfälle mit Tu-154-Maschinen 488 Menschenleben.[11]

### Freitag, 12. Juli 1985
- Washington, D.C./Vereinigte Staaten: Die Regierung Reagan informiert die Öffentlichkeit darüber, dass die Vereinigten Staaten hochwertige Waffentechnologie an Indien liefern werden. Indien habe zugesichert, dass es die empfangenen Geräte nicht an Drittstaaten weiterliefern werde.[12]

### Samstag, 13. Juli 1985
- Bethesda/Vereinigte Staaten: Im National Naval Medical Center in Maryland unterzieht sich der Präsident der Vereinigten Staaten Ronald Reagan einer fast dreistündigen Tumorentfernung. Die behandelnden Ärzte können noch nicht endgültig Auskunft darüber geben, ob es sich bei dem Tumor um Krebszellen handelt.[13]

### Montag, 15. Juli 1985
- Peking/China: Tian Jiyun, stellvertretender Ministerpräsident der Volksrepublik China, und Gerhard Schürer, Vorsitzender der Staatlichen Plankommission der DDR, unterzeichnen ein „Abkommen über den Warentausch und Zahlungsverkehr in den Jahren 1986 bis 1990“. Die DDR-Seite ist an Importen aus China sehr interessiert, um Lücken im eigenen Konsumgüterangebot zu schließen. In die Gegenrichtung nach China liefert sie meist Produkte aus dem Maschinenbau.[14]

### Dienstag, 16. Juli 1985
- Atlantik: Die Atlantische Hurrikansaison 1985 beginnt, als sich das Tiefdruckgebiet Ana nördlich von Bermuda zum Tropischen Sturm verstärkt.[15]

### Mittwoch, 17. Juli 1985
- Emden/Deutschland: Der erste Kinofilm des aktuell erfolgreichsten deutschen Komikers Otto Waalkes wird uraufgeführt. Das Werk trägt den Titel Otto – Der Film.[16]

### Freitag, 19. Juli 1985
- Fleimstal/Italien: Im Bergwerk von Prestavel in Südtirol bricht nach starken Niederschlägen der Damm eines Absetzbeckens und dessen Inhalt – Schlamm, Sand und Wasser – ergießt sich in ein weiter talabwärts gelegenes Becken, dessen Damm kurz darauf ebenfalls bricht. Ungehindert fließen 170.000 m³ Schlamm mit einer Geschwindigkeit von 90 km/h durch das Tal des Stava-Bachs. Die Rettungskräfte stellen am selben Tag den Tod von 267 Personen fest, weitere Todesfälle sind angesichts einiger Schwerverletzter nicht auszuschließen.[17][18]

### Sonntag, 21. Juli 1985
- Paris/Frankreich: Bernard Hinault aus Frankreich gewinnt zum fünften Mal die Rad-Rundfahrt Tour de France.[19]

### Samstag, 27. Juli 1985

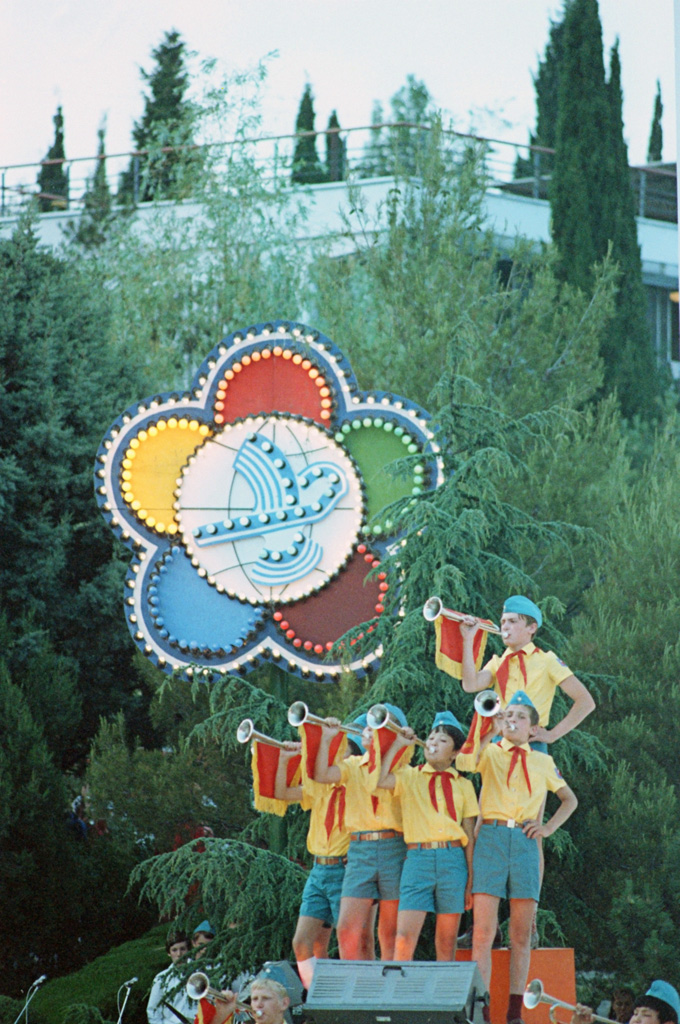
Logo der 12. Weltfestspiele

- Moskau/Sowjetunion: Die 12. Weltfestspiele der Jugend und Studenten des sozialistischen Weltbunds der Demokratischen Jugend werden eröffnet.[20]
- Seoul/Südkorea: Das 63 Building, das höchste Gebäude außerhalb Nordamerikas, wird nach sechs Jahren Bauzeit eröffnet. Es ist 249 m hoch und soll auch als Sehenswürdigkeit bei den Olympischen Sommerspielen 1988 dienen.[21]

## Weblinks

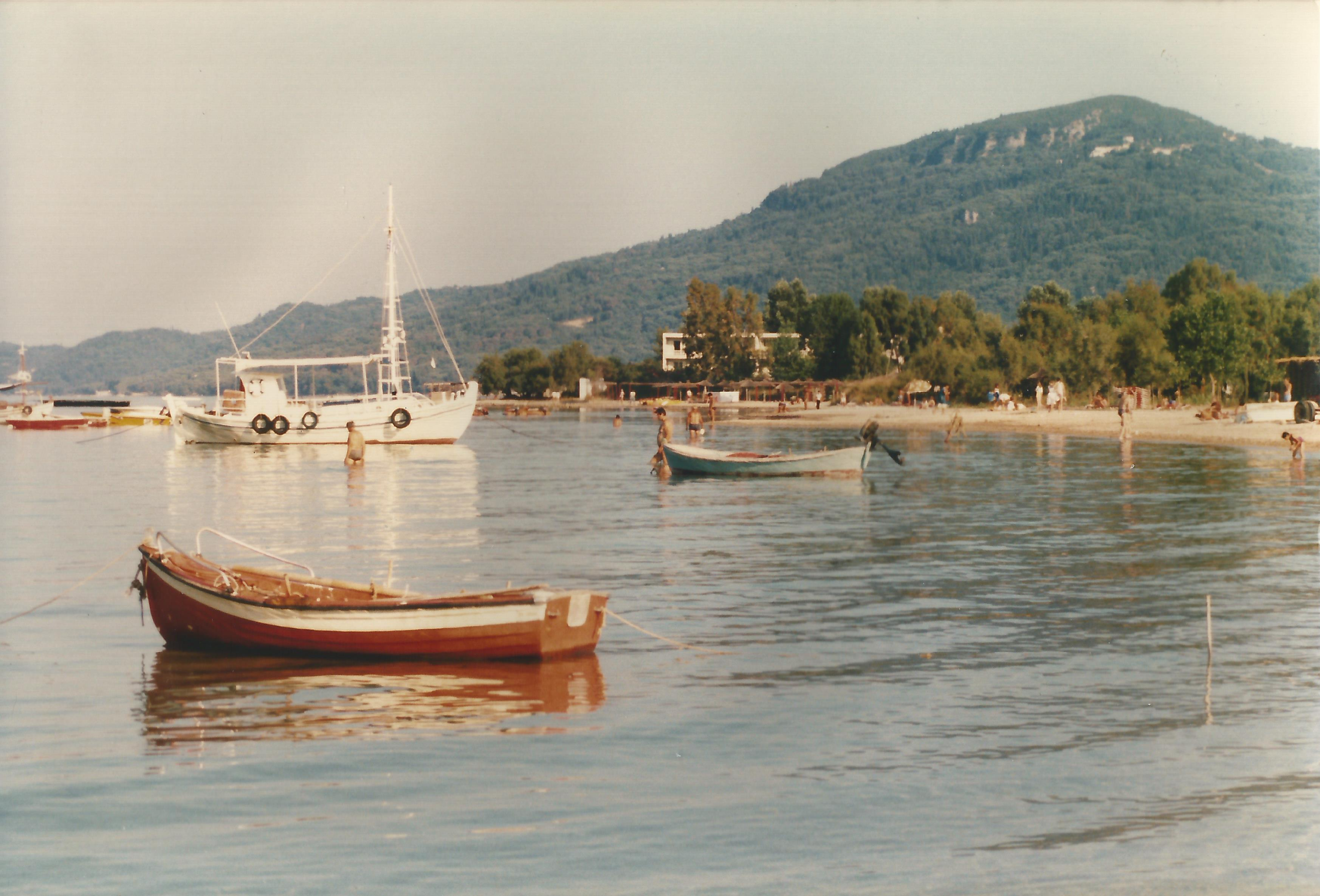
Griechenland im Juli 1985